# Жерар Галлан
Жерар Галлан (фр. Gerard Gallant, нар. 2 вересня 1963, Саммерсайд) — колишній канадський хокеїст, що грав на позиції крайнього нападника. Грав за збірну команду Канади. Згодом — хокейний тренер.
Провів понад 600 матчів у Національній хокейній лізі.

## Ігрова кар'єра
Хокейну кар'єру розпочав 1979 року.
1981 року був обраний на драфті НХЛ під 107-м загальним номером командою «Детройт Ред-Вінгс». 
Протягом професійної клубної ігрової кар'єри, що тривала 12 років, захищав кольори команд «Детройт Ред-Вінгс» та  «Тампа-Бей Лайтнінг».
Загалом провів 673 матчі в НХЛ, включаючи 58 ігор плей-оф Кубка Стенлі.
Виступав за збірну Канади.

## Тренерська робота
2003 року розпочав тренерську роботу в НХЛ. Працював з командами «Колумбус Блю-Джекетс», «Монреаль Канадієнс», «Нью-Йорк Айлендерс». 
На чемпіонаті світу 2007 був одним із двох асистентів головного тренера національної збірної Канади Стіва Айзермана.
21 червня 2014 очолив клуб «Флорида Пантерс», у першому сезоні отримав 38 перемог, зазнав 29 поразок, ще п'ять поразок в додатковий час та десять по булітах, клуб набрав за підсумками сезону 91 очко. У сезоні 2015/16 наступні результати 47 перемог проти 26 поразок та ще дев'яти поразок у додатковий час, команда здобула 103 очка. 

## Нагороди та досягнення
Як гравець
- Друга команда всіх зірок НХЛ — 1989.
- Срібний призер чемпіонату світу 1989.

Як тренер
- Чемпіон світу — 2007.
- Учасник матчу усіх зірок НХЛ — 2016.

## Статистика
| Сезон        | Клуб                  | Ліга         | Регулярний сезон | Регулярний сезон | Регулярний сезон | Регулярний сезон | Регулярний сезон | Плей-оф | Плей-оф | Плей-оф | Плей-оф | Плей-оф |
| Сезон        | Клуб                  | Ліга         | І                | Г                | П                | О                | ШХ               | І       | Г       | П       | О       | ШХ      |
| ------------ | --------------------- | ------------ | ---------------- | ---------------- | ---------------- | ---------------- | ---------------- | ------- | ------- | ------- | ------- | ------- |
| 1979–80      | «Саммерсайд Крісталс» | МХЛ          | 45               | 60               | 55               | 115              | 90               | —       | —       | —       | —       | —       |
| 1980–81      | «Шербрук Касторс»     | ГЮХЛК        | 68               | 41               | 59               | 100              | 265              | 14      | 6       | 13      | 19      | 46      |
| 1981–82      | «Шербрук Касторс»     | ГЮХЛК        | 58               | 34               | 58               | 92               | 260              | 22      | 14      | 24      | 38      | 84      |
| 1981–82      | «Шербрук Касторс»     | МК           | —                | —                | —                | —                | —                | 5       | 5       | 3       | 8       | 28      |
| 1982–83      | «Сен-Жан Касторс»     | ГЮХЛК        | 33               | 28               | 25               | 53               | 139              | —       | —       | —       | —       | —       |
| 1982–83      | «Верден Юніорс»       | ГЮХЛК        | 29               | 26               | 49               | 75               | 105              | 15      | 14      | 19      | 33      | 84      |
| 1982–83      | «Верден Юніорс»       | МК           | —                | —                | —                | —                | —                | 4       | 3       | 1       | 4       | 23      |
| 1983–84      | «Адірондак Ред-Вінгс» | АХЛ          | 77               | 31               | 33               | 64               | 195              | 7       | 1       | 3       | 4       | 34      |
| 1984–85      | «Детройт Ред-Вінгс»   | НХЛ          | 32               | 6                | 12               | 18               | 66               | 3       | 0       | 0       | 0       | 11      |
| 1984–85      | «Адірондак Ред-Вінгс» | АХЛ          | 46               | 18               | 29               | 47               | 131              | —       | —       | —       | —       | —       |
| 1985–86      | «Детройт Ред-Вінгс»   | НХЛ          | 52               | 20               | 19               | 39               | 106              | —       | —       | —       | —       | —       |
| 1986–87      | «Детройт Ред-Вінгс»   | НХЛ          | 80               | 38               | 34               | 72               | 216              | 16      | 8       | 6       | 14      | 43      |
| 1987–88      | «Детройт Ред-Вінгс»   | НХЛ          | 73               | 34               | 39               | 73               | 242              | 16      | 6       | 9       | 15      | 55      |
| 1988–89      | «Детройт Ред-Вінгс»   | НХЛ          | 76               | 39               | 54               | 93               | 230              | 6       | 1       | 2       | 3       | 40      |
| 1989–90      | «Детройт Ред-Вінгс»   | НХЛ          | 69               | 36               | 44               | 80               | 254              | —       | —       | —       | —       | —       |
| 1990–91      | «Детройт Ред-Вінгс»   | НХЛ          | 45               | 10               | 16               | 26               | 111              | —       | —       | —       | —       | —       |
| 1991–92      | «Детройт Ред-Вінгс»   | НХЛ          | 69               | 14               | 22               | 36               | 187              | 11      | 2       | 2       | 4       | 25      |
| 1992–93      | «Детройт Ред-Вінгс»   | НХЛ          | 67               | 10               | 20               | 30               | 188              | 6       | 1       | 2       | 3       | 4       |
| 1993–94      | «Тампа-Бей Лайтнінг»  | НХЛ          | 51               | 4                | 9                | 13               | 74               | —       | —       | —       | —       | —       |
| 1994–95      | «Тампа-Бей Лайтнінг»  | НХЛ          | 1                | 0                | 0                | 0                | 0                | —       | —       | —       | —       | —       |
| 1994–95      | «Атланта Найтс»       | ІХЛ          | 16               | 3                | 3                | 6                | 31               | —       | —       | —       | —       | —       |
| 1995–96      | «Детройт Вайперс»     | ІХЛ          | 3                | 2                | 1                | 3                | 6                | —       | —       | —       | —       | —       |
| Усього в НХЛ | Усього в НХЛ          | Усього в НХЛ | 615              | 211              | 269              | 480              | 1674             | 58      | 18      | 21      | 39      | 178     |

## Тренерська статистика
| Команда | Сезон   | Регулярний сезон | Регулярний сезон | Регулярний сезон | Регулярний сезон | Регулярний сезон | Регулярний сезон | Регулярний сезон | Плей-оф    |
| Команда | Сезон   | І                | В                | П                | Н                | ПОТ              | О                | Результат        | Результат  |
| ------- | ------- | ---------------- | ---------------- | ---------------- | ---------------- | ---------------- | ---------------- | ---------------- | ---------- |
| КБД     | 2003–04 | 45               | 16               | 24               | 4                | 1                | 62               | 4-е в ЦД         | не вийшли  |
| КБД     | 2005–06 | 82               | 35               | 43               | –                | 4                | 74               | 3-є в ЦД         | не вийшли  |
| КБД     | 2006–07 | 15               | 5                | 9                | –                | 1                | 73               | 4-е в ЦД         | звільнений |
| ФЛО     | 2014–15 | 82               | 38               | 29               | –                | 15               | 91               | 6-е в АД         | не вийшли  |
| ФЛО     | 2015-16 | 82               | 47               | 26               | –                | 9                | 103              | 1-е в АД         |            |
| Усього  | Усього  | 306              | 141              | 131              | 4                | 30               | 403              |                  |            |